# ستنسل
ستنسل (بالإنجليزية: Stencyl)‏ هو برنامج ومنصة تطوير العاب 2D لأجهزة الكمبيوتر والأجهزة النقالة. البرنامج متوفر مجانا مع امكانية الدفع في حالة النشر.

## وصلات خارجية
- الموقع الإلكتروني